# Рива
Gruppo Riva е индустриална група със седалище в Милано, Италия.
Групата е основана от братята Емилио и Адриано Рива. RIVA е водещ европейски производител на стомана от електродъгови пещи, която произвежда на базата на повторна употреба на скрап от черни метали, следвайки подхода на кръговата икономика и с ниски емисии на CO2.
Производството на стомана започва през 1957 г. в покрайнините на Милано, в индустриалната зона Caronno Pertusella.
Към края на 1960-те години концернът RIVA достига годишно производство от 300 000 тона. Към началото на 1980-те години на XX век годишната продукция на концерна достига 1,1 милиона тона.
Към 1994 г. производството на RIVA е вече 5,8 милиона тона, от които 5 тона продукти от валцувана стомана в 5 различни страни, което превръща компанията в един от водещите производители на стомана в Европа.
Концернът успява да стъпи и на Балканите, като се сдобива с контрол над гръцкия производител Hellenic Steel в Солун.
Собственост на RIVA e Ilva Servizi Marittimi, фирма, която притежава 13 кораба за транспорт на руда и скрап.
Към 2004 г. концернът има годишно производство от 16 650 000 тона, разполага с 25 000 работници и има оборот от 8 млрд.евро. Всичко това го поставя на четвърто място сред европейските стоманопроизводители и на 11-о място в света.
През юни 2013 г. правителството на Енрико Лета назначава с постановление Енрико Бонди за синдик, който да преструктурира стоманодобивния завод в Таранто. През същия месец компанията е разделена организационно на ILVA SpA и Riva Forni Elettrici SpA. През 2014 г. се появяват слухове, че ArcelorMittal ще поеме ILVA заедно със стоманодобивния завод в Таранто.
На 31 май 2021 г. бившите собственици на стоманодобивния завод ILVA, Фабио и Никола Рива, са осъдени съответно на 22 и 20 години затвор за това, че са допуснали той да изхвърля смъртоносно замърсяване. Няколко други души също са осъдени, включително бившият президент на Apulia Ничи Вендола – на 3,5 години затвор.